# Список умерших в 1285 году
В этой статье представлен список известных людей, умерших в 1285 году.
См. также: Категория:Умершие в 1285 году

## Январь
- 7 января — Карл I Анжуйский (57) — граф Анжу, Мэна, граф Прованса и Форкалькье (1246—1285), король Сицилии (1266—1282), первый король Неаполя (1282—1285), князь Ахейский (1278—1285), первый король Албании (1272—1285), титулярный король Иерусалима (1278—1285)
- 8 января — Торфинн Хамарский — епископ Хамара, святой римско-католической церкви.

## Февраль
- 2 февраля — Симон де Клиссон[фр.] — епископ Сен-Мало (1264—1285)
- 3 февраля — Роман Владимирович — князь Углицкий (1261—1285), святой Русской православной церкви
- 8 февраля — Дитрих II Мудрый — маркграф Ландсберга (1261—1285)
- 17 февраля — Лукас Падуанский[нем.] — ученик Франциска Ассизского, святой римско-католической церкви.
- Ал-Хасан бин Ваххас[англ.] — имам Йемена (1258—1260)

## Март
- 26 марта — Кикути Такэфуса[англ.] — японский герой борьбы с монголами.
- 28 марта — Мартин IV — папа римский (1281—1285).

## Апрель
- 16 апреля — Готфрид фон Пассау[нем.] — епископ Пассау (1283—1285)
- 23 апреля — Генрих III Гелдернский[нем.] — епископ Льежа (1247—1274)

## Май
- 12 мая — Бертольд фон Ляйнинген[нем.] — епископ Бамберга (1257—1285)
- 20 мая — Жан (Иоанн) I де Лузиньян — король Кипра и король Иерусалима (1284—1285).

## Июнь
- 17 июня — Ибн Шаббат[фр.] — тунисский учёный и литератор
- 19 июня — Йэкуно Амлак — император Эфиопской империи (1270—1285), основатель Соломоновой династии
- Оттон III — граф Веймара, титулярный граф Орламюнде (1248—1285)

## Июль
- 3 июля — Маргарита Фландрская — герцогиня-консорт Брабанта и герцогиня-консорт Лимбурга (1273—1285), жена Жана I
- 7 июля — Тиль Колуп — самозванец, выдававший себя за императора Фридриха II Штауфена. Сожжён на костре.
- 15 июля — Тереза Гил де Видауре — тайная жена короля Арагона Хайме I Завоевателя (1265—1276) (не королева)
- 28 июля — Керан — королева-консорт Киликийской Армении (1269—1285), жена Левона III
- 30 июля — Иоганн I — герцог Саксонии (1261—1282), основатель Лауэнбургской линии Асканиев.

## Август
- 3 августа — Гильом де Шатильон[фр.] — епископ Лаона (1280—1285)
- 6 августа — Людольф фон Михла[нем.] — епископ Наумбурга (1280—1285)
- 16 августа — Филипп I Савойский — архиепископ Лиона (1245—1267), граф Савойи (1268—1285) и пфальцграф Бургундии (на правах жены) (1268—1279)
- 22 августа — Филипп Беници (52) — генеральный настоятель ордена сервитов, основатель женской ветви ордена, святой римско-католической церкви[1].
- 27 августа — Уильям де Виквэйн[англ.] — архиепископ Йоркский (1279—1285)

## Сентябрь
- 9 сентября — Кунигунда Славонская — королева-консорт Чехии (1261—1278), жена Пржемысла Отакара II, регент Чехии (1278—1285).
- 26 сентября — Теобальд Батлер, англо-ирландский землевладелец, 4-й главный кравчий Ирландии (1248—1285).

## Октябрь
- 5 октября — Филипп III Смелый (49) — король Франции (1270—1285)

## Ноябрь
- 11 ноября — Педро III Великий — король Арагона, король Валенсии и граф Барселоны (1276—1285), король Сицилии (1282—1285)
- 21 ноября — Фулке Ловелл[англ.] — епископ Лондона (1280).

## Декабрь
- 21 декабря — Ордоньо Альварес — кардинал-епископ Фраскати и декан Коллегии кардиналов (1278—1285).

## Дата неизвестна или требует уточнения
- Абу Бакр I — император (манса) империи Мали (1275—1285).
- Амедей — граф Невшателя (1272—1285)
- Анна Венгерская — жена князя Ростислава Михайловича
- Гуго IV — граф Ретеля (1272—1285)
- Гуи де Мерле[фр.] — епископ Лизьё (1267—1285).
- Джеффри VIII де Невилл, английский землевладелец, феодальный барон Хорнби (1267—1285).
- Джон Уэлльский[англ.] — францисканский теолог.
- Довмонт — Великий князь литовский (?) 1282 (?) — 1285 (?)
- Жеро VI д’Арманьяк — граф д’Арманьяк, граф де Фезансак и граф де Родез (1256—1285).
- Жоау де Лобейра[англ.] — португальский трубадур.
- Изз ал-Дин ибн Шаддад[англ.] — арабский историк
- Каталано деи Малавольти[итал.] — один из основателей ордена гаудентов
- Мария де Куси — королева-консорт Шотландии (1239—1249), жена Александра II
- Мелиоре ди Якопо — итальянский художник флорентийской школы.
- Роберт де Беверли[англ.] — английский скульптор.
- Роджер II де Клиффорд, феодальный барон де Клиффорд из Тенбери (с 1230/1231), лорд Валлийской марки и английский военачальник, судья по лесным делам к югу от Трента (1265—1270 и 1277—1280), юстициарий Уэльса в (1279—1282).
- Роберт де Рос, английский аристократ, участвовавший во Второй баронской войне.
- Рютбёф — французский трувер.
- Салих бен Шариф аль Рунди[англ.] — андалузский поэт.
- Саргис I Джакели — первый князь Самцхе-Саатабаго (1268—1285)
- Сервери де Жерона[англ.] — каталонский трубадур
- Тодрос бен Иосеф Абулафья[англ.] — главный раввин Кастилии и каббалист.
- Торфинн Хамарский, святой Римско-Католической Церкви, епископ Хамара.
- Франческа да Римини — знатная итальянская дама, ставшая одним из вечных образов в европейской культуре. Дата смерти предположительна.
- Христиан III — граф Ольденбурга (1270—1285), предок по прямой мужской линии королей Дании, Швеции и Норвегии, российских императоров, начиная с Петра III.
- Эмбер де Божё, сеньор де Монпансье, коннетабль Франции.
- Яромар III — князь Рюгена (1260/1268—1285)